# Старокаравайський
Старокарава́йський (рос. Старокаравайский) — виселок в Якшур-Бодьїнському районі Удмуртії, Росія.
Населення — 57 осіб (2010; 64 в 2002).
Національний склад (2002):
- удмурти — 73 %
- росіяни — 27 %

## Урбаноніми[3]
- вулиці — Нова, Радгоспна